# 에우리메돈
에우리메돈(고대 그리스어: Εὐρυμέδων / Eurymedon, 생년 미상 - 기원전 413년)은 펠로폰네소스 전쟁 시기의 고대 아테나이의 장군이다.

## 생애
에우리메돈은 투쿠레스의 아들이다. 펠로폰네소스 전쟁 중인 기원전 427년 아테나이는 케르키라의 과두파와 민주파의 당파 전투에 개입했다. 그 일환으로 에우리메돈이 이끄는 함대 60척을 파견하면서, 당파간 전투는 민주파의 승리로 끝났다. 이듬 해 기원전 426년 에우리메돈은 타나그라 전투에 참가하여 타나그라, 테바이 연합군을 상대로 승리를 거두었다.
기원전 425년, 시켈리아섬의 내분을 간섭해서 시켈리아에 발판을 마련하기 위해 군대를 보낸 아테나이는 파견 증원군으로 소포클레스와 동료 지휘관으로서 에우리메돈을 함대 40척과 함께 시켈리아로 보냈다. 그 도상에서 유능한 장군이었지만 당시 장군의 지위가 아니고, 민간인이었던 데모스테네스와 합류한 후 그들은 메세니아의 필로스를 탈취하고 방벽을 쌓았다. 이에 따라 펠로폰네소스 동맹 측은 아티카에 전개하고 있던 육군과 케르키라로 향하게 했던 해군을 필로스로 보냈다. 이 사건은 기원전 425년 필로스에서 스파크테리아 전투로 발전하였고 절대로 항복하지 않는다고 알려져 있는 스파르타 병력을 스파크테리아에서 항복시키는 데 성공했다.
필로스에서 벌어진 스파크테리아 전투 전후로 데모스테네스와 떨어진 에우리메돈과 소포클레스의 아테나이 함대는 예정대로 케르키라로 나아갔다. 정쟁에 패한 후 도시를 떠나 약탈을 일삼던 과두파 망명 케르키라인 코모르 요새를 공격해 함락시켰다. 그런 다음 아테나이 함대는 시켈리아로 향해했지만 시켈리아 등과 휴전 조약을 체결하였기 때문에 불필요하다고 판단하여 귀국했다. 그러나 아테나이로 돌아온 장군들은 시켈리아를 정복할 수 있었는데 매수되어 철수했다고 의심을 받았다. 때문에 피토도로스(먼저 시켈리아 있었다)와 소포클레스는 추방형을, 에우리메돈은 벌금형을 받았다.
기원전 415년에 아테나이에 의한 대규모 시켈리아 원정이 시작되었지만, 그것을 이끈 장군 중 알키비아데스는 도중에 도망가고, 라마코스가 전사하고, 남은 유일한 장군 니키아스는 와병 중에 있었기 때문에, 니키아스는 보좌할 장군을 아테나이에 요구했다.
따라서 기원전 414년에 그의 수고를 줄이기 위해 공동 지휘관으로 에우리메돈이 데모스테네스와 함께 선정됐다. 그리고 에우리메돈은 10척의 배와 함께 동지 무렵에 시켈리아에 파병되었다. 증원군으로 파병된 에우리메돈은 일단 그리스에 와서 각지에서 군사를 모으고 가던 데모스테네스와 아나크트리온을 맞이했다. 나우파크토스에 있던 아테나이의 장군 코논의 원군 요청을 받아 10척을 그에게 분배했다.
그 후, 에우리메돈은 케르키라에서, 데모스테네스는 아카르나니아 주변 병력을 모았다. 합류한 그들은 도중에 병력을 모으고 이탈리아로 나아가 투리오이를 가세시켜 원군을 받은 후 시라쿠사이를 포위하고 있던 니키아스의 원정군과 합류했다.
그러나 이미 아테나이 군은 패색이 짙었으며, 데모스테네스의 결사적인 에피폴라이 야습 작전도 실패로 끝났다. 더 이상 승리할 가망이 없다고 생각했던 데모스테네스는 즉각적인 철수를 제안했고, 에우리메돈도 이에 찬성했지만, 니키아스는 맹렬하게 반대를 했다. 그 후, 아테나이 군은 육로에서 시라쿠사이 군의 맹 반격을 받았고, 선상에서 싸웠던 에우리메돈은 전사했다.